# Antonio Sánchez Moguel
Antonio Sánchez Moguel (Medina Sidonia, 4 de juny de 1847 – Madrid, 15 de febrer de 1913) va ser un filòleg, historiador i acadèmic espanyol.

## Biografia
Va ocupar càrrecs d'important rellevància, com el d'oficial de l'Arxiu General d'Índies i dels Ministeris de la Governació i de Gracia i Justícia. Va ser així mateix Catedràtic de Literatura general i espanyola en la Universitat Central i degà de la Facultat de Filosofia.
Fou escollit membre de la Reial Acadèmia de la Història el 29 de febrer de 1884 i en va prendre possessió el 8 de desembre de 1888. Poc després va ser President de la secció de Ciències Històriques a l'Ateneo de Madrid. Va ser catedràtic de la Universitat de Saragossa i de la Universitat Central de Madrid.
Com a polític, Sánchez Moguel va ser Senador designat per la Reial Acadèmia de la Història durant la legislatura de 1911 a 1914. Va morir a Madrid el 15 de febrer de 1913.

## Obres
Va publicar diversos llibres i dissertacions relatives a la història i el regionalisme. Entre les seves obres podem destacar:
- El lenguaje de Santa Teresa de Jesús. Juicio comparativo con los de San Juan de la Cruz y otros clásicos de la época
- Memoria acerca de El Mágico prodigioso de Calderon: y en especial sobre las relaciones de este drama con el Fausto, de Goethe
- Las conferencias americanistas: discurso resumen de D. Antonio Sanchez Moguel, leído el 19 de junio de 1892
- Doña Concepción Arenal en la ciencia jurídica, sociológica y en la literatura
- España y América: estudios históricas y literarios
- Alejandro Herculano de Carvalho: estudio crítico-histórico leído ante la Real Academia de la Historia en la junta pública celebrada el día 31 de mayo de 1896.